# Burgstall Alte Bürg (Eschenfelden)
Der Burgstall Alte Bürg, auch Altenburg genannt, ist eine abgegangene, vermutlich hochmittelalterliche Adelsburg, die sich einst auf einem Felsenriff über dem Pfarrdorf Eschenfelden in der Gemeinde Hirschbach im oberpfälzischen Landkreis Amberg-Sulzbach in Bayern erhob. Von den Bauten der Burg ist fast nichts mehr vorhanden, außer Gräben zeugt nur noch ein letzter kleiner Mauerrest von ihr. Das vom Bayerischen Landesamt für Denkmalpflege als „Mittelalterlicher Burgstall Alte Bürg“ erfasste Bodendenkmal trägt die Denkmalnummer D-3-6435-0074. Die Reste der Anlage sind auch unter der Aktennummer D-3-71-128-29 als denkmalgeschütztes Baudenkmal von Eschenfelden verzeichnet.

## Geographische Lage

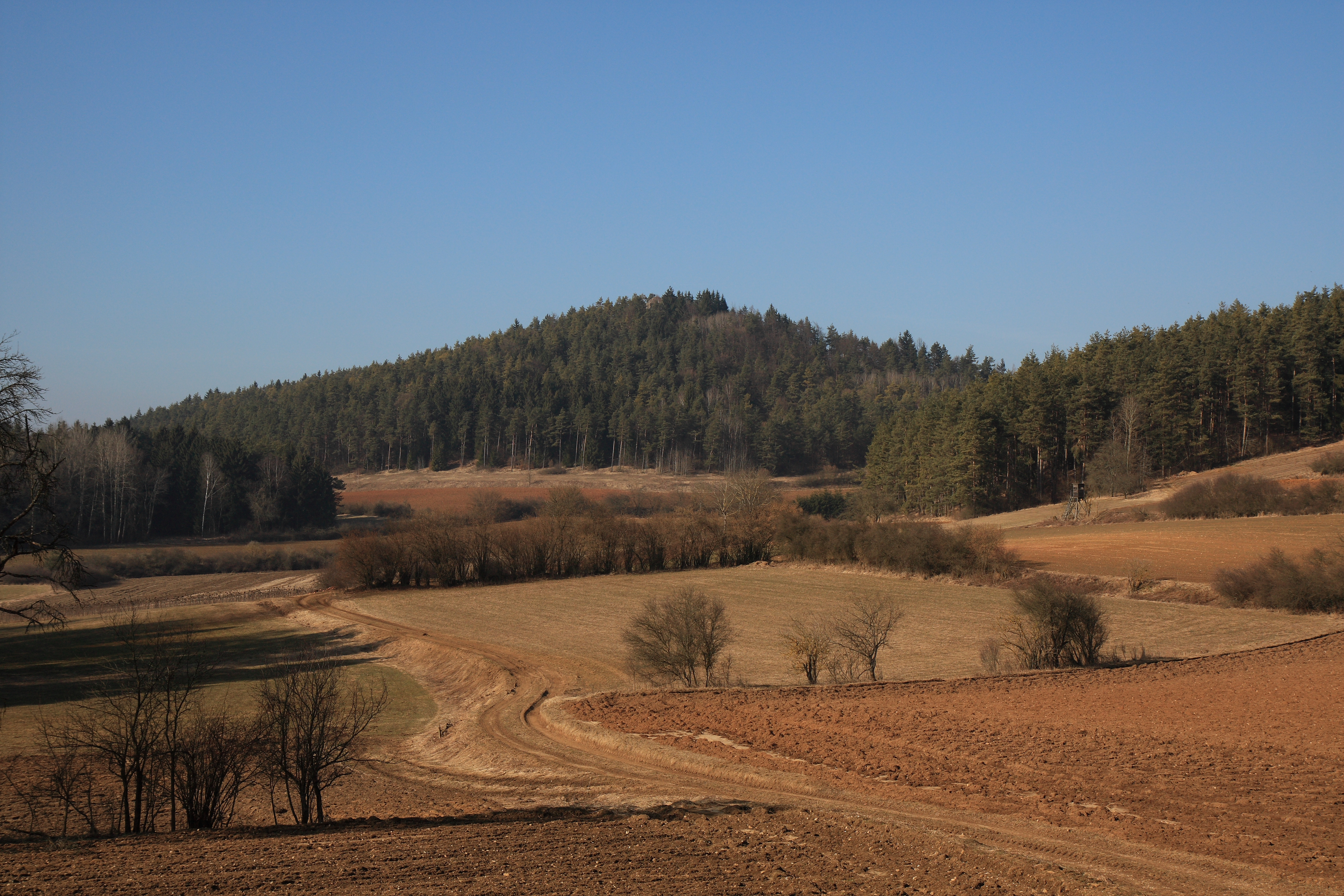
Ansicht der südöstlichen Seite des Wachtberges

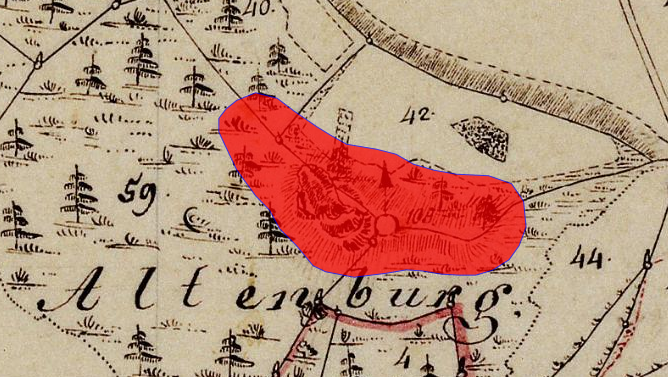
Lageplan von Burgstall Alte Bürg (Eschenfelden) auf dem Urkataster von Bayern

Die Höhenburg stand auf 572,8 m ü. NN auf dem sich von Nordwest nach Südost ziehenden Wachtberg im östlichen Teil der Hersbrucker Alb, die zur Frankenalb gehört. Sie liegt etwa 11,5 Kilometer nordwestlich der Ortsmitte von Sulzbach-Rosenberg und etwa 830 Meter südsüdöstlich der evangelisch-katholischen Simultankirche Corpus Christi in Eschenfelden. Der Wachtberg überragt seine Umgebung um etwa 100 Meter. Auf seiner höchsten Stelle im Südosten wurde die Burg auf einem langen und schmalen Felsriff und um es herum errichtet.
In der Umgebung standen im Mittelalter noch weitere Burgen: etwa 2,60 Kilometer nordwestlich liegt der Burgstall Ratzenberg, auch Altes Haus beim Weiler Ziegelhütte nahe Achtel genannt, südwestlich die Burgruine Hauseck und auf dem Mühlberg nordöstlich von Pruihausen die Burgruine Breitenstein sowie nordwestlich der Burgstall Im alten Haus.

## Geschichte der Burg

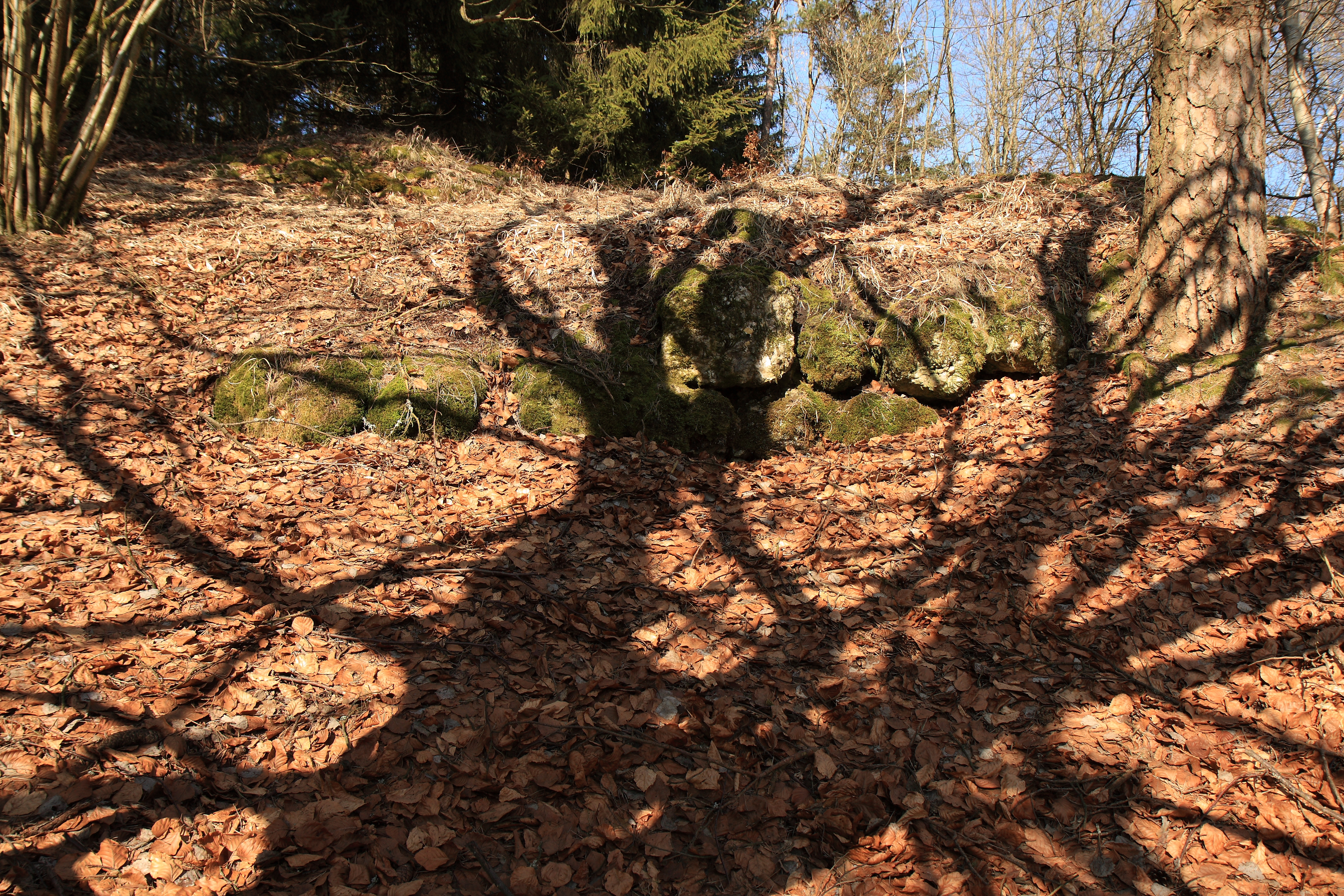
Der letzte Mauerrest der Ringmauer

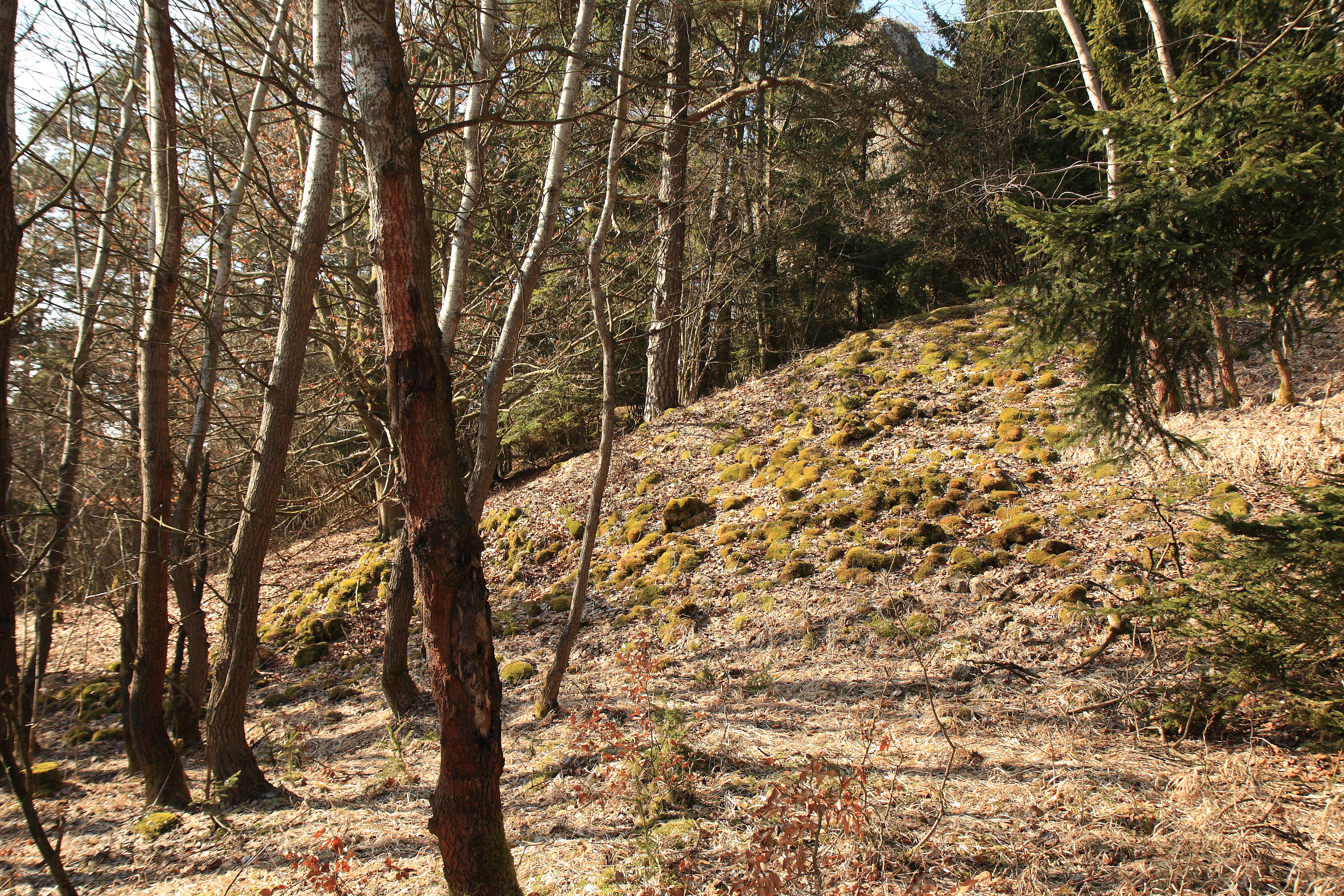
Stark verstürzte Reste der Ringmauer

Über die abgegangene Burg auf dem Wachtberg gibt es keinerlei geschichtliche Nachrichten. Sie wurde urkundlich nicht erwähnt, so dass weder der Bauherr noch die Erbauungszeit der Burg bekannt sind. In älterer Literatur wird der Burgstall auch als Burg Ratzenberg identifiziert, bei der es sich aber wohl eher um den Burgstall Altes Haus über Ziegelhütte bei Achtel handelte. Nur etwa einen Kilometer östlich von diesem Burgstall befindet sich der Weiler Ratzenhof, wohl der ehemalige Wirtschaftshof der Burg Ratzenberg.
Der Name Alte Bürg muss nicht zwangsläufig mit einer hochmittelalterlichen Gründung der Anlage in Verbindung gebracht werden, sondern mag auf ältere, frühmittelalterliche Wurzeln der Burg auf dem Wachtberg hinweisen. Die sprachliche Form Bürg entstand durch Umlautung aus dem althochdeutschen Dativ burgi, dies spricht aus sprachwissenschaftlicher Sicht für eine Entstehung der Bezeichnung spätestens im 10. Jahrhundert während des Frühmittelalters. 1121 erscheint ein Ministeriale der Grafen von Sulzbach in den Quellen, der sich nach dem nahen Eschenfelden nannte. Ob ein Zusammenhang mit der Alten Bürg besteht, ist unklar.
An den unteren Hangflanken des Burgbergs ziehen sich über mehrere hundert Meter auffallende Geländekanten entlang, die Reste einer frühmittelalterlichen oder vorgeschichtlichen Befestigung sein könnten. Aufgrund fehlender archäologischer Anhaltspunkte bleibt dies jedoch eine Vermutung.
Auf dem Bergkamm haben sich geringe Mauerreste und zwei Abschnittsgräben erhalten, die wohl eine Nutzung der Anlage noch in hochmittelalterlicher Zeit andeuten. Der jederzeit frei zugängliche Burgstall ist auf einem Wanderweg über den Bergrücken des Wachtberges von Eschenfelden aus erreichbar.
Die Altenburg ist vom Bayerischen Landesamt für Umwelt als bedeutendes Geotop (Geotop-Nummer: 371R020) und Naturdenkmal ausgewiesen.